# Калина Константинова
Калина Бориславова Константинова е български предприемач и политик.

## Биография
Родена е на 18 май 1984 г. в София. Завършва Френската езикова гимназия в София, след което изучава Икономика в Колежа „Бард“ в Ню Йорк 2003 – 2007 година. Има магистърска степен по Устойчиво развитие в Лондонското училище по икономика и политически науки.
На 8 юли 2013 година е вписана в съвета на директорите на „Летище Стара Загора“ АД по време на управлението на служебното правителство на Марин Райков и остава на този пост до януари 2014 година, когато на власт е правителството на Пламен Орешарски. През 2014 – 2017 година е съветник по въпросите на административната реформа на Румяна Бъчварова, вицепремиер в правителството на Бойко Борисов.
Работи в Америка за България като Програмен директор на благоприятна за бизнеса среда от януари 2017 г. – юли 2019 г за 2 години и 7 месеца. От юли 2019 г. до май 2021 година работи като търговски директор в компанията на бъдещия министър на електронното управление Божидар Божанов „ЛогСентинел“ EOOД, стартъп, разработващ софтуер за информационна сигурност.
Преподава в програмата за икономически растеж и развитие, свързана със Софийски университет „Св. Климент Охридски“ и с Центъра за стратегии и конкурентоспособност на Стопанския факултет на Харвардския университет (Harvard Business School).
Константинова е съветник на министъра на икономиката, енергетиката и туризма Асен Василев по време на служебното правителство на Марин Райков от 13 март 2013 г. до 29 май 2013 г. назначено от президента Росен Плевнелиев.
Била е заместник-министър на икономиката в първия служебен кабинет на Стефан Янев.
От 13 декември 2021 г. до 2 август 2022 г. е вицепремиер по ефективното управление в кабинета на Кирил Петков. През октомври 2022 г. отново е избрана за народен представител в XLVIII народно събрание.